# Legoland
 Denne artikel omhandler Legoland-kæden. For den danske udgave, se Legoland Billund Resort.
Legoland er et mærke og varemærke, ejet af Merlin Entertainments, for forlystelsesparker, som har legetøjet Lego som tema. Den første park åbnede i Billund i 1968 som en udendørsudstilling med Lego-huse, landskaber, kørende tog og sejlende skibe. Det blev suppleret med en trafikskole, et stort Lego-tog, en indianerlejr, et dukketeater og en dukkesamling.
Nye parker efter samme koncept er opført i Windsor i England, Günzburg i Tyskland, Carlsbad og Winter Haven i USA, Johor Bahru i Malaysia, Dubai i Forenede Arabiske Emirater og Nagoya i Japan.
Lego solgte i 2005 parkerne til det britiske selskab Merlin Entertainments Group, som Kirkbi (holdingselskab og pengetank for Lego) er medejer af. Lego og Kirk-familien, som ejer Lego, købte ved samme lejlighed nemlig 30 procent af aktierne i selskabet. Kædens 6 parker (2015) omsatte for 1,9 mia. kroner (1. halvår 2015). i 2019 købte LEGO Legoland tilbage og arrangerede LEGO movie world i 2020 Lego movie world blev lavet efter The Lego Movie og The Lego Movie 2 med 3 forlystelser.

## Legoland-parker i verden
- Legoland Billund Resort, Billund, Danmark (indviet i 1968)
- Legoland Windsor, Windsor, England (indviet 1996)
- Legoland California, San Diego, USA (indviet 1999)
- Legoland Deutschland, Günzburg, Tyskland (indviet 2002)
- Legoland Florida Resort, Winter Haven, USA (indviet 15. oktober 2011)
- Legoland Malaysia, Johor Bahru, Malaysia (indviet 15. september 2012)[2]
- Legoland Dubai Resort, Dubai, Forenede Arabiske Emirater (indviet 31. oktober 2016)[3]
- Legoland Japan, Nagoya, Japan (indviet 1. april 2017)[4]
- Legoland New York, Goshen (indviet 2021)
- Legoland Korea, Chuncheon, Provinsen Gangwon, Sydkorea (indviet 2022)
- Legoland Shanghai, Tianshan Distrikt, Shanghai, Kina (indviet 5. juli 2025)[5].

### Ophørte Legoland-parker
- Legoland Sierksdorf, Sierksdorf, Vesttyskland (indviet 1973, lukket 1976, nu Hansa-Park)

## Legoland Discovery Centre i verden
I 2007 introduceres konceptet Legoland Discovery Center som et indendørs mini-Legoland. Det første åbnede i Berlin og er siden fulgt af flere, så der pr. 2015 er tretten centre fordelt på seks lande verden over.